# Hospital nacional de Abuya
El Hospital nacional de Abuya (en inglés: National Hospital Abuja) es un centro de salud de Abuya, en la capital de Nigeria.
Maryam Abacha fundó la institución. La organización fue formalmente establecida por el Decreto 36 de 1999 (Ley 36 de 1999). Abdulsalami Abubakar encargó la construcción del hospital el 22 de mayo de 1999. Originalmente el Hospital Nacional para Mujeres y Niños, el hospital abrió el 1 de septiembre de 1999. El centro recibió su nombre actual el 10 de mayo de 2000.